# バスケットボール女子トルコ代表
バスケットボール女子トルコ代表（Turkey national women's basketball team）は、トルコバスケットボール連盟により国際大会に派遣されるトルコの女子バスケットボールナショナルチームである。
2003年までは欧州選手権の出場実績もなかったが、近年は各種国際大会で実績を残している。
2005年の地中海競技大会でクロアチアを下し金メダルを獲得。同年の自国開催で初出場したバスケットボール欧州選手権（ユーロバスケット）では8位。以後、連続出場を続け、2011年バスケットボール女子欧州選手権で銀メダルを獲得。翌2012年にはオリンピック世界最終予選を勝ち抜いて、ロンドンオリンピックに初出場。準々決勝でロシアに敗れて5位。
2013年は欧州選手権で3位になり2大会連続でメダルを獲得。2014年には自国開催の女子バスケットボール世界選手権に初出場。

## 主な国際大会成績
- 夏季オリンピック
  - 2012年 - 5位
- ワールドカップ（旧世界選手権）
  - 2014年
- ユーロバスケット
  - 2005年 - 8位
  - 2007年 - 9位
  - 2009年 - 9位
  - 2011年 - 準優勝
  - 2013年 - 3位